# 중국 타타르족
타타르족(중국어 간체자: 塔塔尔族, 병음: Tãtã'er zú, 타타르어:Кытай татарлары) 또는 타타얼족은 중화인민공화국에 거주하는 타타르인이다. 인구는 3,544명(2021년 기준)이며 주로 신장 위구르 자치구에 거주한다.
중국의 타타르족들은 조상이 19세기부터 20세기 초까지 신장에 교육, 자원 봉사 및 무역을 위해 이민 온 볼가 타타르족들이다. 2000년 통계 조사 결과 중국 내 여러 민족 중 가장 교육 수준이 높은 민족이었다.

## 같이 보기
- 타타르인
- 중국의 민족